# Меннерс, Элис
Элис Луиза Лилли Меннерс (англ. Alice Louisa Lilly Manners; род. 27 апреля 1995, Ноттингем, Ноттингемшир, Англия, Великобритания) — британская аристократка, фотомодель и светская львица.

## Биография
Элис Меннерс родилась 27 апреля 1995 года в Ноттингеме и стала второй дочерью Дэвида Меннерса, 11-го герцога Ратленда, и его супруги Эммы Меннерс. У неё есть старшая сестра Виолет (родилась в 1993), младшая сестра Элиза (родилась в 1997) и младшие братья Чарльз, маркиз Грэнби (родился в 1999) и Хьюго (родился в 2003).
Элис получила образование в школе королевы Маргарет (Йорк), где учились и её сёстры. После школы окончила колледж моды и дизайна Condé Nast. Работала моделью, позировала для «Bare Minerals», ходила по подиуму «Dolce & Gabbana», как и её старшая сестра Виолет. Леди Элис ведёт колонку о моде в газете «The Sunday Telegraph» и вместе с сёстрами, которых, как и её, в прессе называют «девочки с плохими манерами», является главными фигурами на светской сцене Лондона.